# Conjunt de Can Bertran
El Conjunt de Can Bertran és una obra noucentista de Sant Antoni de Vilamajor (Vallès Oriental) protegida com a Bé Cultural d'Interès Local.

## Descripció
Important grup de construccions d'una explotació ramadera que destaca a l'entrada de la població tant per la seva volumetria com pels colors i acabats emprats. En aquest conjunt destaquen dues edificacions. L'immoble principal presenta planta baixa més dos pisos i recorda l'estructura d'una masia de tipus basilical però amb la introducció d'obertures amb arc de mig punt i una galeria d'arcades a la façana oest. De l'altre edifici destaca la torratxa de planta quadrada coberta amb teulada a quatre vessants.